# Univerzita Pomepu Fabri
Univerzita Pompeu Fabra se nachází v Barceloně a byla založena v roce 1990. Podle Šanghajského žebříčku se řadí mezi 400 nejlepších univerzit světa.

## Fakulty
Univerzita zahrnuje 8 fakult:
- Fakulta ekonomie a byznysu
- Fakulta zdravotnických studií
- Fakulta politologie a sociologie
- Fakulta komunikace
- Fakulta právních věd
- Fakulta humanitních studií
- Fakulta překladatelství a jazyků
- Fakulta technických věd

## Rektoři
- Enric Argullol 1990 - 2001
- M. Rosa Virós i Galtier 2001 - 2005
- Josep Joan Moreso 2005 - 2013
- Jaume Casals 2013 - 2021
- Oriol Amat 2021 - 2023
- Laia de Nadal 05/2023 -[3]